# Ruta (imię)
Ruta (hebr. רות Rut, czyli wierna towarzyszka) – imię pochodzenia hebrajskiego występujące w biblijnej Księdze Rut. 
W styczniu 2024 r. w rejestrze PESEL, wśród publicznie dostępnych danych dotyczących osób żyjących, wykazano 1509 kobiet o imieniu Ruta nadanym jako imię pierwsze. 
Ruta imieniny obchodzi 16 lipca.

## Osoby noszące imię Ruta
- Ruta Czaplińska
- Ruta Pragier
- Ruth Stafford Peale
- Ruth Wysocki

## Postacie fikcyjne
- Ruta – bohaterka powieści Prawiek i inne czasy autorstwa Olgi Tokarczuk,
- Ruth Fisher – bohaterka amerykańskiego serialu telewizyjnego Sześć stóp pod ziemią,
- Ruth Chandler – bohaterka amerykańskiej powieści Dziewczyna z sąsiedztwa, autorstwa Jacka Ketchuma,
- Ruth – ukochana Martina Edena z powieści Jacka Londona Martin Eden.